# Bizkaia Durango
El Bizkaia Durango (código UCI: BDU) es un equipo ciclista femenino español de categoría UCI Women's Continental Team, segunda categoría femenina del ciclismo en ruta a nivel mundial. A pesar de ello la mayoría de sus corredoras son amateurs debido a que la reglamentación es similar a la de los equipos de categoría Continental masculinos y a que la Real Federación Española de Ciclismo no ha puesto reglas más estrictas para los equipos femeninos registrados en dicho país.
En 2004 subió al profesionalismo siendo el equipo femenino español que más años se ha mantenido como profesional y uno de los más longevos a nivel internacional.
Fue el último equipo de Joane Somarriba donde estuvo cuatro años, el primero de ellos cuando el equipo aún era amateur.
Forma parte de la estructura de la Sociedad Ciclista Duranguesa, sociedad sin ánimo de lucro dedicada a la promoción, fomento y desarrollo del ciclismo, organizador de la Durango-Durango Emakumeen Saria. Sus patrocinadores principales son la Diputación Foral de Vizcaya y el Ayuntamiento de Durango.
El 13 de diciembre de 2023, se anunció que el equipo no continuará en 2024 debido a las exigencias presupuestarias mínimas impuestas por la Real Federación Española de Ciclismo, poniendo fin a 21 temporadas de existencia del equipo.

## Historia del equipo

### Del equipo amateur al profesional
El Bizkaia-Spiuk-Sabeco era un humilde equipo femenino amateur que disputaba diversas carreras del calendario nacional con contadas incursiones en carreras internacionales.
A finales del año 2002 y principios del 2003 ante la perspectiva que se presentaba de que Joane Somarriba, una de las mejores corredoras del mundo, abandonase el ciclismo de competición, hizo que la Sociedad Ciclista Duranguesa reuniese a diversos patrocinadores para que la corredora corriese en ese equipo femenino durante sus últimos años como corredora profesional. El primer año fue un equipo amateur aunque no tuvieron problemas de cara a participar en las carreras más importantes del calendario y ya los siguientes, desde el 2004, si fue profesional de cara a evitar problemas de participación, convirtiéndose en el segundo equipo ciclista femenino español en categoría profesional tras el Team Aliverti Kookai que tuvo licencia española en 2003 al obtener el patrocinio de la Generalidad de Cataluña durante se año.

### Victorias de Joane Somarriba
Joane consiguió con el equipo la Grande Boucle (en 2003), la Durango-Durango Emakumeen Saria (en 2003 y 2004), el Campeonato del Mundo Contrarreloj (en 2003), la Emakumeen Bira (en 2004), el Trophée d'Or Féminin (en 2005); el segundo puesto en el Giro de Italia y el Campeonato del Mundo Contrarreloj (en 2005) y un tercer puesto en el Giro de Italia y la Grande Boucle (en 2003) como resultados más destacados.

### Humilde equipo profesional y protagonismo en el Giro
Tras la retirada de Joane el equipo tuvo unos años de transición hasta que comenzaron a fichar corredoras internacionales de nivel sobre todo a partir del 2011. Volviendo de nuevo a ser uno de los 15 mejores equipos femeninos del mundo.
El equipo estuvo a punto de no participar en el Giro de Italia Femenino 2011 por solidaridad con Anna Sanchis vetada por la organización (al año anterior no corrió Anna por una lesión) pero finalmente Anna les hizo recapacitar y sí participaron pero con su puesto sin cubrir. Precisamente fue una de las mejores actuaciones de un equipo español en esa carrera con 1 etapa, 1 día de liderato y 2 corredoras entre las 10 primeras.
En 2012 no fueron invitadas al Giro tras haber participado consecutivamente desde el 2003, aunque no fueron comunicados oficialmente los motivos el conflicto provocado con Anna Sanchís pudo ser el motivo principal máxime cuando aún permanecía en el equipo Ruth Corset sexta en la pasada edición de dicha carrera. En 2013 tras la marcha de Safi como patrocinador del Giro se volvió a obtener la invitación para la prueba italiana.

Debido al desembolso que tuvo que realizar su equipo para participar en el Giro de Italia Femenino 2013, incluyendo la recuperación de Polona Batagelj, provocó una reducción en su calendario de carreras teniendo que ceder a partir de agosto a Anna Sanchís, a Ruth Corset y a Joanne Hogan (que también fue cedida durante el 2012) para diferentes carreras.

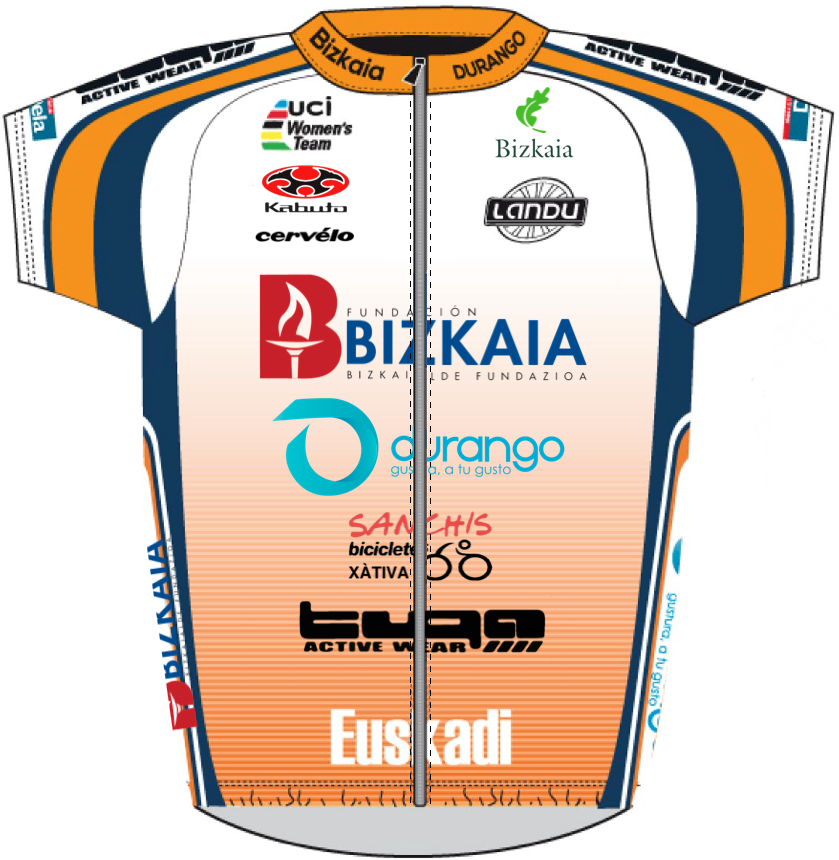
Maillot en 2015. Hasta el 2015 el maillot tuvo pocos cambios ya que ha tenido el mismo diseño y solo se ha variado por sus patrocinadores.

### Internacionalización definitiva
De cara a mantener el nivel internacional debido a la marcha de las ciclistas anteriores -Batagelj al BTC City Ljubljana, Corset a dedicarse al calendario amateur de Australia, Hogan al Bigla y Sanchis al Wiggle-Honda; además de Ane Santesteban al Alé Cipollini- y debido a la competencia del Lointek, provocó que se tuviesen que incorporar al equipo más corredoras extranjeras. Hasta esa fecha el máximo de corredoras extranjeras fue de 6 sobre un total de 17 ciclistas en 2011 y en ese 2014 fueron 7 para un total de 16 ciclistas. Gracias a sus buenos resultados obtuvieron de nuevo invitación para el Giro de Italia Femenino. Sin embargo, a finales de año se publicó que uno de sus fichajes estrella, Clemilda Fernandes, había dado positivo en un control antidopaje lo que provocó su expulsión inmediata del equipo junto a su hermana Marcia.
En 2015 lo comenzaron con apenas 11 corredoras ya que solo mantuvieron 2 ciclistas extranjeras, a lo que se sumó la retirada de Irene San Sebastián, aunque poco después incorporaron a 2 ciclistas españolas y a 5 rusas. Estas últimas de cara a competir internacionalmente en el calendario ruso, en el Tour de Feminin-O cenu Českého Švýcarska y en el Tour de Turingia femenino como sustitución al Giro de Italia en la que esta vez no habían sido invitadas. De hecho de las ciclistas españolas en esas pruebas solo participaron Lourdes Oyarbide, Dorleta Eskamendi y Lierni Lekuona en el Tour de Feminin-O cenu Českého Švýcarska y Anna Ramírez en el Tour de Turingia.

### 2016 y 2017: dominadoras de la Copa de España y de vuelta al Giro
Aunque no continuaron las ciclistas rusas esas bajas las compensaron con 3 africanas y 1 neerlandesa con amplia experiencia internacional, a las que se incluía Olga Shekel (2.ª en el Campeonato Europeo Contrarreloj sub-23 2015) y otras 2 corredoras sudamericanas.
El equipo destacó en la Copa de España en la que Mavi García se impuso en cinco de las nueve puntuables –tres en solitario-, así como la clasificación de la montaña. Sin embargo, el percance sufrido en la segunda prueba y la ausencia en dos carreras, para preparar y competir en atletismo y duatlón, privaron a la balear de poder luchar por la general absoluta. No obstante, Mavi se hizo con el Campeonato de España en Ruta y fue tercera en el de Contrarreloj. Además, la neerlandesa Roos Hoogebom fue tercera en la clasificación de la Copa de España. Por otra parte la ciclista de las Islas Mauricio Kimberley Le Court ganó su campeonato nacional en ruta.
A nivel internacional la propia Mavi García consiguió los mejores puestos del equipo obteniendo varios top-20 en carreras por etapas prestigiosas como la Emakumeen Euskal Bira y el Giro de Italia Femenino (que esta vez amplió su número de equipos -por lo que el Bizkaia-Durango pudo volver- al reducir las corredoras por escuadras a 6); además fue 6.ª en el Tour Cycliste Féminin International de l'Ardèche (corriendo con la Selección de España) y 2.ª en dos de las pruebas sudafricanas de final de temporada.
En 2017, la escuadra vasca fue la gran dominadora del calendario de la Copa de España, logrando la victoria en siete de las nueve carreras de la mano de seis corredoras diferentes. Además, el gran éxito de la temporada llegó con el triunfo de Lourdes Oyarbide en el Campeonato de España de contrarreloj, en el que su compañera Mavi García se colgó la plata. Además, la chilena Paola Muñoz se proclamó campeona panamericana y la namibia Vera Adrian logró el Campeonato nacional tanto en la prueba en línea como en la contrarreloj.

### 2018: confluencia con Euskadi-Murias
Las noticias del nacimiento del Movistar Team femenino provocaron que tres de las corredoras estrella de Bizkaia-Durango, Mavi García, Lourdes Oyarbide y Lorena Llamas, abandonasen la formación vizcaína para correr en ese nuevo equipo. Por su parte, Bizkaia-Durango anunció que para la nueva temporada uniría fuerzas con el equipo masculino Euskadi-Murias, pasando a denominarse Bizkaia-Durango-Euskadi Murias. En esta nueva etapa del equipo se mantuvieron algunas ciclistas de la temporada anterior, como Lierni Lekuona, Yessica Pérez o Irati Idirin, mientras que se hicieron fichajes relevantes como los de Anna Stricker, Alice Maria Arzuffi o Lucía González.

### 2023: final del equipo
En agosto de 2023, se anunció que tanto el Sopela Women's Team como el Bizkaia-Durango, no saldrían a la carretera en 2024, al menos en categoría UCI Women's Continental Team. Para el Sopela, era el fin de su trayectoria competitiva, mientras que para el Bizkaia-Durango se barajaba la posibilidad de competir a un nivel inferior, la categoría nacional. Eso hubiera supuesto que como mucho podría completar la Copa de España, pero no hubiera podido recibir invitaciones para correr las carreras World Tour del calendario.

Finalmente, el 13 de diciembre se anunció el final del equipo tras 21 temporadas.

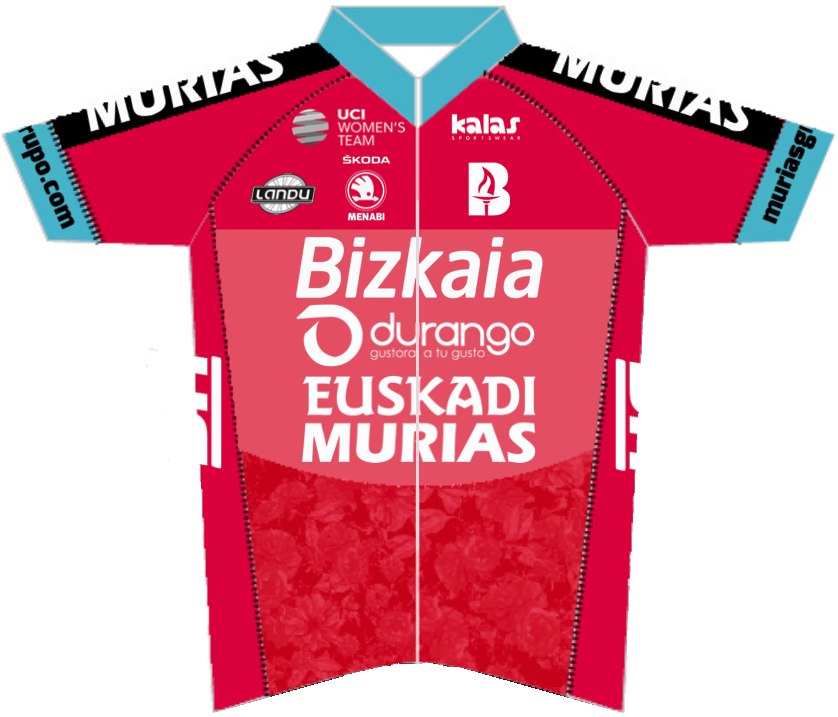
Maillot de Bizkaia Durango-Euskadi Murias en 2018.

## Equipo filial
Dentro de la estructura de la Sociedad Ciclista Duranguesa el Bizkaia-Durango tiene un equipo filial llamado Beste Alde-La Tostadora.

## Material ciclista
El equipo, hasta el 2012, utilizó bicicletas Orbea para pasar a Giant en 2013 y 2014. A partir de la temporada 2015, el conjunto utiliza bicicletas Cervélo de los modelos R3 y S3, aun así ocasionalmente Orbea siguió colaborando con el equipo para ser de nuevo el proveedor en 2016.
La ropa la proveyó durante las temporadas 2016 y 2017 la marca italiana ALÉ y los cascos la empresa española Catlike.
Con la unión con Euskadi-Murias para 2018, la ropa de competición pasó a ser proveída por Kalas Sportswear, los cascos por Spiuk y las bicicletas por BH.

## Sede
El equipo tiene su sede en Durango (Barrio Murueta Torre 5.º D, 48200).

## Clasificaciones UCI
La Unión Ciclista Internacional elabora el Ranking UCI de clasificación de los ciclistas y equipos profesionales. La clasificación del equipo y de su ciclista más destacada son las siguientes:
| Año  | Clasificación por equipos | Mejor corredora en la clasificación individual | Posición |
| 2004 | 10.º                      | Joane Somarriba                                | 9.ª      |
| 2005 | 15.º                      | Joane Somarriba                                | 18.ª     |
| 2006 | 26.º                      | Emma Johansson                                 | 127.ª    |
| 2007 | 32.º                      | Arantzazu Azpiroz                              | 151.ª    |
| 2008 | 30.º                      | Arantzazu Azpiroz                              | 213.ª    |
| 2009 | 28.º                      | Ana Belén García                               | 274.ª    |
| 2010 | 26.º                      | Polona Batagelj                                | 181.ª    |
| 2011 | 15.º                      | Shara Gillow                                   | 23.ª     |
| 2012 | 25.º                      | Lilibeth Chacón                                | 95.ª     |
| 2013 | 27.º                      | Ruth Corset                                    | 143.ª    |
| 2014 | 26.º                      | Yulia Ilinykh                                  | 129.ª    |
| 2015 | 33.º                      | Elena Utrobina                                 | 287.ª    |
| 2016 | 36.º                      | Mavi García                                    | 172.º    |

A partir de 2016 la UCI instauró el circuito profesional de máxima categoría, el UCI WorldTour Femenino, en el que también puntúan todos los equipos profesionales. Las clasificaciones del equipo y de su ciclista más destacado son las siguientes:
| Año  | Clasificación por equipos | Mejor corredora en la clasificación individual | Posición |
| 2016 | 32.º                      | Mavi García                                    | 128.º    |
| 2017 | 23.º                      | Mavi García                                    | 77.º     |

## Palmarés
Para años anteriores véase: Palmarés del Bizkaia-Durango

### Palmarés 2023

#### UCI WorldTour Femenino
| Fechas | Carreras | Ganadora |

#### Calendario UCI Femenino
| Fechas | Carreras | Ganadora |

#### Campeonatos nacionales
| Fechas      | Carreras                     | Ganadora              |
| 24 de junio | Campeonato de Brasil en Ruta | Ana Vitória Magalhães |

## Plantillas
Para años anteriores, véase Plantillas del Bizkaia-Durango

### Plantilla 2023
| Integrantes del equipo 2023 | Integrantes del equipo 2023 | Integrantes del equipo 2023            | Integrantes del equipo 2023 |
| Corredor                    | Fecha de nacimiento         | Equipo previo                          |                             |
| --------------------------- | --------------------------- | -------------------------------------- | --------------------------- |
| Daniela Campos              | 31 de marzo de 2002         |                                        |                             |
| Carolina Esteban            | 15 de febrero de 2001       | Río Miera-Cantabria Deporte (2022)     |                             |
| Heidi Gaugain               | 30 de noviembre de 2004     |                                        |                             |
| Lucía González              | 9 de julio de 1990          | Lointek (2017)                         |                             |
| Sandra Gutiérrez            | 6 de marzo de 2003          | Laboral Kutxa-Fundación Euskadi (2022) |                             |
| Eukene Larrarte             | 13 de septiembre de 1998    | Laboral Kutxa-Fundación Euskadi (2021) |                             |
| Irene Loizate               | 17 de mayo de 1995          |                                        |                             |
| Ana Vitória Magalhães       | 24 de octubre de 2000       | Soltec Team (2022)                     |                             |
| Irene Mendez Melgarejo      | 14 de mayo de 1992          | Río Miera-Cantabria Deporte (2021)     |                             |
| Beatriz Pereira             | 25 de julio de 2003         |                                        |                             |
| Andrea Ramírez Fregoso      | 25 de septiembre de 1999    | Massi Tactic (2022)                    |                             |
| Sofia Rodriguez             | 21 de octubre de 1999       | Sopela Women's Team (2021)             |                             |
| Catalina Soto               | 8 de abril de 2001          | NXTG Racing (2021)                     |                             |
|                             |                             |                                        |                             |
| Fuente: ProCyclingStats     |                             |                                        |                             |

## Ciclistas destacadas

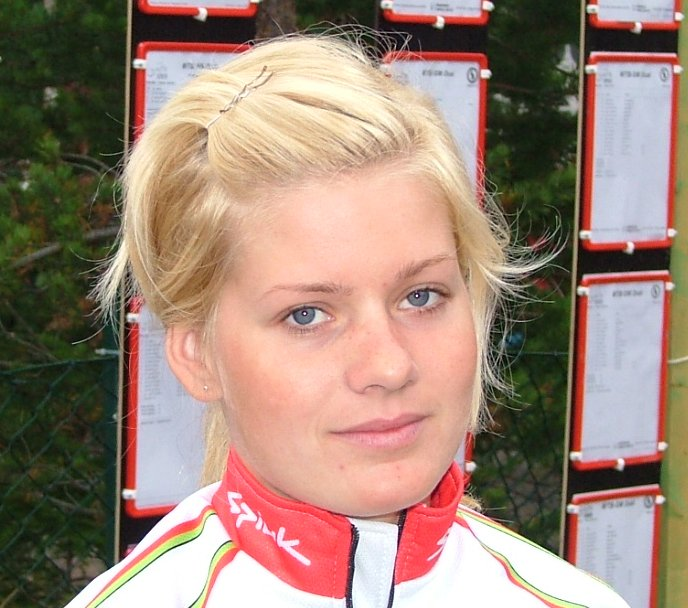
Emma Johansson comenzó su carrera deportiva en el Bizkaia-Durango.

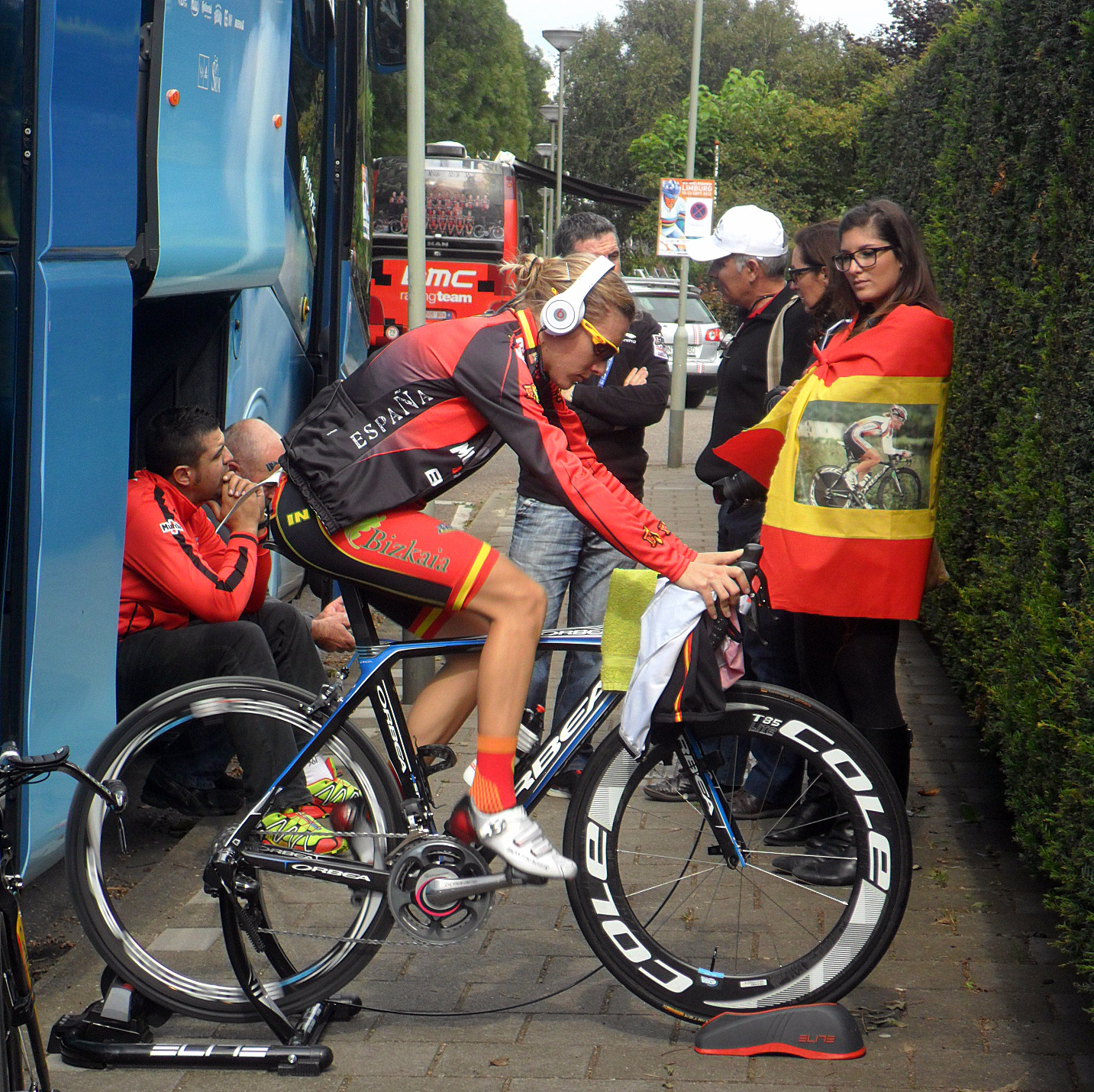
Anna Sanchís, una de las corredoras más laureadas del Bizkaia-Durango.

| - Cristina Alcalde (2003-2006, 2009-2013) - Ana Belén Antequera (2008-2011) - Arantzazu Azpiroz (2004-2008) - Polona Batagelj (2010-2011, 2013) - Ghita Beltman (2004) - Lilibeth Chacón (2012-2013) - Ruth Corset (2011-2012, 2013) - Kimberley Le Court (2016) - Heidi Dalton (2016) - Agurtzane Elorriaga (2004-2008) - Dorleta Eskamendi (2012-2015) - Clemilda Fernandes (2014) - Marcia Fernandes (2014) - Ana Belén García (2008-2011) - Mavi García (2015 -2017) - Shara Gillow (2011) - Mónica Hernández (2010 -2011) - Joanne Hogan (2012-2013) - Roos Hoogeboom (2016-2017) - Yulia Iliynikh (2014-2015) - Emma Johansson (2005-2006) | - Catrine Josefsson (2008-2009) - Veronika Kormos (2014) - Uwano Minami (2014) - Paola Muñoz (2012-2017) - Iosune Murillo (2003-2008) - Mayalen Noriega (2013-2015) - Lise Olivier (2016) - Lourdes Oyarbide (2013-2017) - Gema Pascual (2004-2011) - Anna Ramírez (2014-2015) - Ana Cristina Sanabria (2014) - Anna Sanchis (2010-2013) - Ane Santesteban (2012-2013) - Joane Somarriba (2003-2006) - Irene San Sebastián (2013-2014) - Elena Utrobina (2015) - Miho Yoshikawa (2017) - Anna Zavershinskaya (2015) - Dorleta Zorrilla (2008-2012) |

- En este listado se encuentran las ciclistas que hayan conseguido algún punto UCI para el equipo.

## Equipación
| Hasta 2015 | Desde 2016 |